# Maciej z Błonia
Maciej z Błonia (ur.?, zm. 1517) – uczony, doktor nauk wyzwolonych i medycyny, lekarz nadworny królów Aleksandra Jagiellończyka i Zygmunta I Starego.